# 久下香織子
久下 香織子（くげ かおりこ、1963年8月23日 - ）は、FCIニューヨーク本社に勤務するアナウンサー、レポーター。

## プロフィール
- 現在、アメリカのニューヨークに在住し、FCI※の日本語放送アナウンサーとして活動している。
※ FCI …フジサンケイ・コミュニケーションズ・インターナショナル（FUJISANKEI COMMUNICATIONS INTERNATIONAL,INC.）
- 2006年12月上旬より、出産を控えて産休に入る。2007年1月5日男児出産。同年3月27日より復帰。復帰第1弾には自身の出産・育児をレポート。なお、産休中のニューヨーク中継は高木広子が東京から赴任して担当した。

### 人物
- 学歴 : 上智大学外国語学部比較文化学科中退、サイマルアカデミー翻訳者養成コース修了[1]
- 特技 : 英語
- 所属：セント・フォース→フジサンケイ・コミュニケーションズ・インターナショナル
- 前職：通訳、英語講師、モデル
- 夫は元CNNレポーター・ジャーナリストのフレッド・カタヤマ（Fred Katayama）[2]。

## 日本での活動

### 過去に出演したテレビ番組
フジテレビ出演経歴
| 期間                              | 期間                               | 番組名           | 役職                   |
| --------------------------------- | ---------------------------------- | ---------------- | ---------------------- |
| 1996年4月6日                      | 1997年3月29日                      | 報道2001         | 司会                   |
| 2004年8月30日 および 2006年4月3日 | 2005年3月31日 および 2014年3月28日 | めざにゅ～       | ニューヨークレポーター |
| 2004年8月30日                     | 2015年3月27日                      | めざましテレビ   | ニューヨークレポーター |
| 2007年10月6日                     | 2015年3月28日                      | めざましどようび | ニューヨークレポーター |

NHK出演経歴
- 中学生日記（ETV、1990年 - 1991年）- 英語教師・早川 役
- BSトゥデイ（NHK-BS1、1992年）
- BS55（NHK-BS1、1992年）
- ワールドステーション22（NHK-BS1、1992年）
- ワールドリポート（NHK-BS1、1993年）
- ワールド・マガジン（NHK-BS1）

ワールドリポートキャスターの小谷真生子がおはよう日本キャスター就任準備のため、久下が代理キャスターを務めていたが、小谷が降板することになりそのままキャスターとなりワールドステーション22は降板。

### 出演していたインターネット番組
- ホウドウキョク×FLAG9（外信中継。4月リニューアルにより、番組は終了したが、FLAG7に外信中継が引き継がれた為、現在はFLAG7の外信中継コーナーに出演している。）

- FLAG7（外信中継コーナー、不定期で出演。初登場は2017年7月10日。）

## アメリカ合衆国での活動

### 出演している番組
- FCI News Catch! キャスター
- 中継リポート

### 過去に出演したテレビ番組
- FCIモーニングEye キャスター
主にスーパーニュース、めざましテレビを中心に構成された1時間のニュース番組。ニューヨーク近郊（ニュージャージー、コネチカットを含む）ではWRNN、ワシントンＤＣではWNVC、ロサンゼルスではKXLA、およびKSCI TVのサブチャンネル、ハワイでは地上波KIKU-TVを通じ、月〜金放送。阿部知代アナウンサーと交代で担当していた。

## 参考
1. ↑  NHKウィークリーステラ1995年10月27日号 全国アナウンサー名鑑
2. ↑  Fred Katayama joins Reuters アーカイブ 2008年10月9日 - ウェイバックマシン AAJA, Aug 2005